# Bordj Mokhtar Airport
Bordj Mokhtar Airport (arabiska: مطار برج باجي مختار) är en flygplats i Algeriet.   Den ligger i provinsen Bordj Badji Mokhtar, i den södra delen av landet, 1 700 km söder om huvudstaden Alger. Bordj Mokhtar Airport ligger 396 meter över havet.
Terrängen runt Bordj Mokhtar Airport är mycket platt.  Trakten runt Bordj Mokhtar Airport är nära nog obefolkad, med mindre än två invånare per kvadratkilometer. Trakten runt Bordj Mokhtar Airport är ofruktbar med lite eller ingen växtlighet.